# Pilar Grangel Arrufat
Pilar Grangel Arrufat (Castelló de la Plana, 19 d'octubre de 1893 – Montpeller, 18 de març de 1987)  fou una pedagoga racionalista i militant anarcosindicalista.

## Trajectòria i militància
Instal·lada a Barcelona, va afiliar-se a la Secció de Mestres del Sindicat Únic de Professions Liberals (SUPL) de la Confederació Nacional del Treball (CNT).
Abans de la Guerra Civil, junt al seu company, Joaquim Ferrer Álvaro (amb qui tingué almenys una filla, Violeta Ferrer), estigué com a responsable de l'Escola racionalista Pestalozzi a la barriada barcelonina de Sants (on també fundà el grup «Brises Llibertàries», que pretenia impartir classes nocturnes per a dones obreres) i va dirigir l'escola del Sindicat del Ram d'Elaborar Fusta.
El 1934, el grup "Brises Llibertàries" dona lloc al Cultural Femení, que es reunia al Sindicat d'Arts Gràfiques de la CNT de Barcelona. Durant la guerra va militar en «Mujeres Libres», ajudava en el seu òrgan d'expressió, que tenia el mateix nom, i es va encarregar de la Maternitat de Les Corts; encara que no va recolzar l'intent del grup d'ingressar en la Federació Anarquista Ibèrica (FAI). També durant la guerra va treballar de mestra al Masnou, al Col·legi de les Escolàpies, aleshores anomenat Grup Pestalozzi, i també es va encarregar de l'educació dels nens refugiats a colònies infantils.
El setembre de 1936 va ser una de les fundadores (amb Ernestina Corma, Eugènia Bony, Maria Colomé i Palmira Puntes, entre d'altres) del Comitè Femení de Solidaritat Llibertària del SUPL, comitè que es va crear per muntar un taller de confecció de roba per al front, fer cursets d'infermeria i de puericultura, impartir conferències propagandístiques, etc.
En acabar la guerra va marxa a França, on va ser internada a diversos camps, establint-se a Clarmont d'Erau. El 1945, encara no havia aconseguit emigrar a Mèxic, cosa que li feu instal·lar-se definitivament a Montpeller, on col·laborà en la premsa de l'exili (Cenit, Espoir, etc.) i en tasques assistencials en Solidaritat Internacional Antifeixista (SIA).